# 1702
1702 (MDCCII) byl rok, který dle gregoriánského kalendáře započal nedělí.

## Události
- 1. února – V bitvě u Cremony zvítězila habsburská vojska pod vedením Evžena Savojského nad francouzskou armádou.
- 8. března – Zemřel anglický král Vilém III. a na trůn nastoupila Anna Stuartovna.
- 15. června – John Churchill dobyl po dvouměsíčním obléhání město Kaiserswerth u Düsseldorfu.
- 19. července – V bitvě u Kliszówa porazila švédská armáda saská a polsko-litevská vojska.
- 15. srpna – V bitvě u Luzzary porazila habsburská vojska francouzskou armádu.
- 19. srpna – Střet anglických lodí admirála Johna Benbowa s loděmi Francie u Santa Marty v Karibiku skončil vítězstvím Angličanů. John Benbow byl smrtelně raněn.
- září – Ludvík Bádenský dobyl Landau, John Churchill Lutych.
- 29. září – V bitvě o Cádiz zvítězili Španělé nad Angličany.
- 1. října – Císař Leopold I. založil Vratislavskou univerzitu.
- 14. října –  Bitva u Friedlingenu mezi francouzským vojskem generála Claude de Villarse a císařským vojskem Ludvíka Bádenského skončila nerozhodně.
- 23. října – V námořní bitvě v zátoce Vigo zvítězilo anglické a nizozemské námořnictvo pod vedením George Rookeho nad flotou Francie a Španělska.
- 14. prosince – John Churchill obdržel titul vévoda z Malborough.
- V Praze na Malé Straně byl postaven Lobkovický palác.
- V Čechách proběhlo sčítání obyvatel, tzv. Solní sčítání (Seznam konzumentů soli).

### Probíhající události
- 1700–1721 – Severní válka
- 1701–1714 – Válka o španělské dědictví

## Narození

### Česko
- 27. ledna – Jiří Sarganek, teolog a spisovatel († 24. května 1743)
- 2. února – Kryštof Jiří Matuška, římskokatolický kněz a opat kanonie v Zábrdovicích († 3. listopadu 1777)
- 28. dubna – Karel Maxmilián z Ditrichštejna, šlechtic († 14. října 1784)
- 11. července – Jan Kryštof Clam, šlechtic († 12. dubna 1778)
- 26. července – Marie Anna Gallasová, šlechtična († 6. dubna 1759)
- 18. září – Amandus Streer, římskokatolický kněz a opat kladrubského kláštera († 1783)
- 1. prosince – Mořic Adolf Saský, katolický biskup († 20. června 1759)
- 24. prosince – pokřtěn Johann Adam Schöpf, německý barokní malíř († 10. ledna 1772)
- neznámé datum – František Julius Lux, plzeňský měšťan a rokokový malíř († 27. března 1764)

### Svět

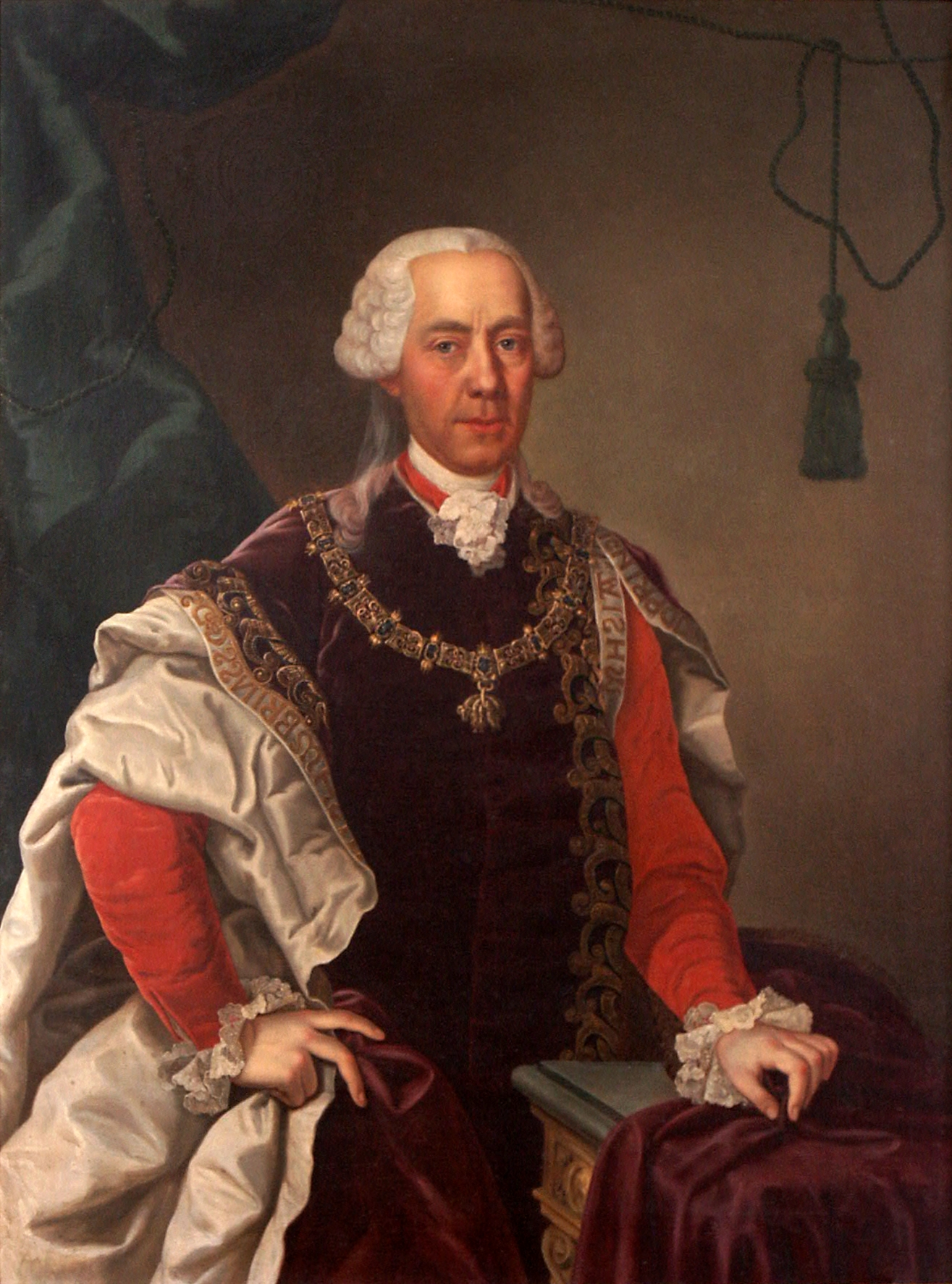
Fridrich Vilém Haugwitz (* 11. prosince)

- 6. ledna – José de Nebra, španělský varhaník a skladatel († 11. července 1768)
- 10. ledna – Josef Winterhalder starší, vídeňský pozdně barokní sochař († 25. prosince 1769)
- 12. ledna – Theodor Taulow von Rosenthal, rakouský státní úředník a archivář († 10. června 1779)
- 14. ledna – Nakamikado, japonský císař († 10. května 1737)
- 18. ledna – Sava II. Petrović-Njegoš, černohorský vladyka († 9. března 1782)
- 3. února – Giovanni Battista Vaccarini, italský architekt († 11. března 1768)
- 2. března – Henrietta Marie Braniborsko-Schwedtská, dědičná kněžna württemberská († 7. května 1782)
- 28. března – Ignacio de Luzán, španělský básník († 18. května 1754)
- 12. května – Louis Philogène Brûlart de Sillery, francouzský generál a diplomat († 8. prosince 1770)
- 5. června – William Keppel, 2. hrabě z Albemarle, britský generál a šlechtic († 22. prosince 1754)
- 18. července – Marie Klementina Sobieska, titulární královna Anglie a polská princezna († 18. ledna 1735)
- 31. července – Jean Denis Attiret, francouzský jezuita a misionář († 8. prosince 1768)
- 4. září – Legall de Kermeur, francouzský šachista († 1792)
- 12. září – Gennaro Maria Sarnelli, italský římskokatolický kněz († 30. června 1744)
- 10. října – František Borgia Kéri, uherský fyzik, astronom a historik († 1. prosince 1768)
- 26. listopadu – Mateo Alonso de Leciniana, španělský římskokatolický kněz († 22. ledna 1745)
- 11. prosince – Fridrich Vilém Haugwitz, rakouský politik († 11. září 1765)
- 14. prosince – Francesc Gil de Frederic, španělský římskokatolický kněz († 22. ledna 1745)
- 22. prosince – Jean-Étienne Liotard, francouzský malíř švýcarského původu († 12. června 1789)
- neznámé datum
  - Jan Petr Molitor, německý malíř pozdního baroka († 3. dubna 1756)
  - Angélique z Froissy, nemanželská dcera Filipa II. Orleánského († 15. října 1785)

## Úmrtí

### Česko
- 1. ledna – Jair Chajim Bacharach, rabín a židovský učenec (* 1639)
- 6. března – Václav Mořic Salomon von Friedberg, obránce Brna proti Švédům (* 10. srpna 1625)
- 9. dubna – Karel Ferdinand z Valdštejna, šlechtic (* 1634)
- 1. května – Kristián Schröder, císařský a královský malíř (* 1655)
- 3. května – František Zikmund Thun-Hohenstein, šlechtic a diplomat (* 1. září 1639)
- 28. srpna – Ferdinand Schröffel ze Schröffenheimu, olomoucký kanovník a prelát (* 28. ledna 1645)
- 25. září – Maximilián Pfendler, římskokatolický kněz a opat kanonie v Zábrdovicích (* ?)
- 27. září – Santin Aichel, kameník (* 23. října 1652)
- neznámé datum
  - Leopold Vilém Voračický z Paběnic, šlechtic (* 1646)
  - Kandid Turinský, františkán a básník
  - Anicetus Jokisch, františkán

### Svět

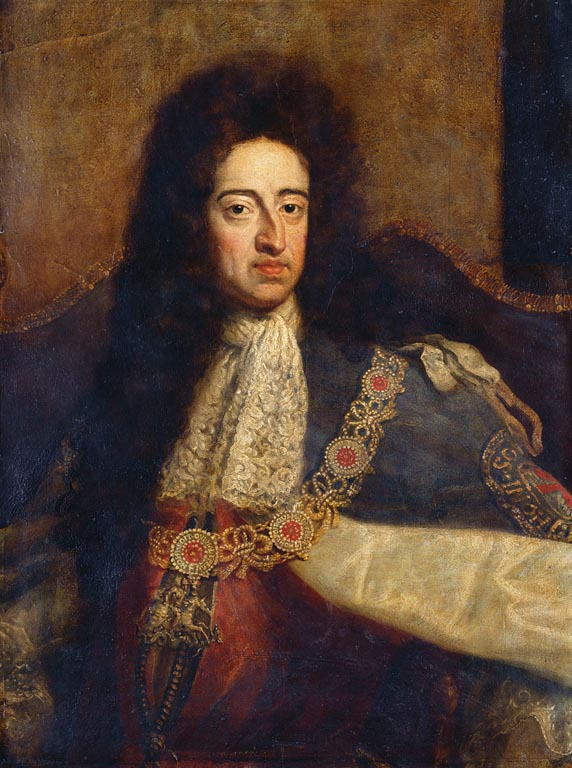
Vilém III. Oranžský († 8. března)

- 7. ledna – Arnošt z Trautsonu, rakouský římskokatolický duchovní (* 26. prosince 1633)
- 30. ledna – Charles Eugène de Croy, francouzský šlechtic, ruský polní maršál (* 1651)
- 20. února – Helmhard Kryštof Ungnad z Weissenwolffu, rakouský šlechtic a politik (* 2. ledna 1634)
- 6. března – Giovanni Pietro Tencalla, italsko-švýcarský architekt (* 17. listopadu 1629)
- 8. března – Vilém III. Oranžský, anglický král (* 14. listopadu 1650)
- 27. dubna – Jean Bart, vlámský korzár ve službách francouzského krále Ludvíka XIV. (* 21. října 1650)
- 19. července – Fridrich IV. Holštýnsko-Gottorpský, německý šlechtic a vévoda (* 18. října 1671)
- 3. srpna – Antonio della Porta, italský stavitel a architekt (* 1631)
- 17. září – Olaus Rudbeck, švédský renesanční umělec (* 13. září 1630)
- 28. září – Robert Spencer, 2. hrabě ze Sunderlandu, anglický státník a šlechtic (* 5. září 1641)
- 15. října
  - Frances Stewartová, anglická aristokratka, pověstná svou krásou (* 8. července 1648)
  - Žofie Henrieta Waldecká, německá šlechtična (* 3. srpna 1662)
- 22. října – Guy Aldonce de Durfort de Lorges, maršál Francie (* 22. srpna 1630)
- 4. listopadu – John Benbow, britský admirál (* 10. března 1653)
- 3. prosince – Giovanni Maria Pagliardi, italský hudební skladatel (* 1637)
- 8. prosince – Filip, rytíř de Lorraine-Armagnac, milenec francouzského krále Filipa I. (* 1643)
- neznámé datum
  - Kristián Schröder, malíř německého původu, správce obrazárny na Pražském hradě (* 1655)
  - Charles Eugène de Croy, francouzský šlechtic a ruský polní maršál (* 1651)
  - Ješe Dordže, tibetský karmapa (* 1676)

## Hlavy států

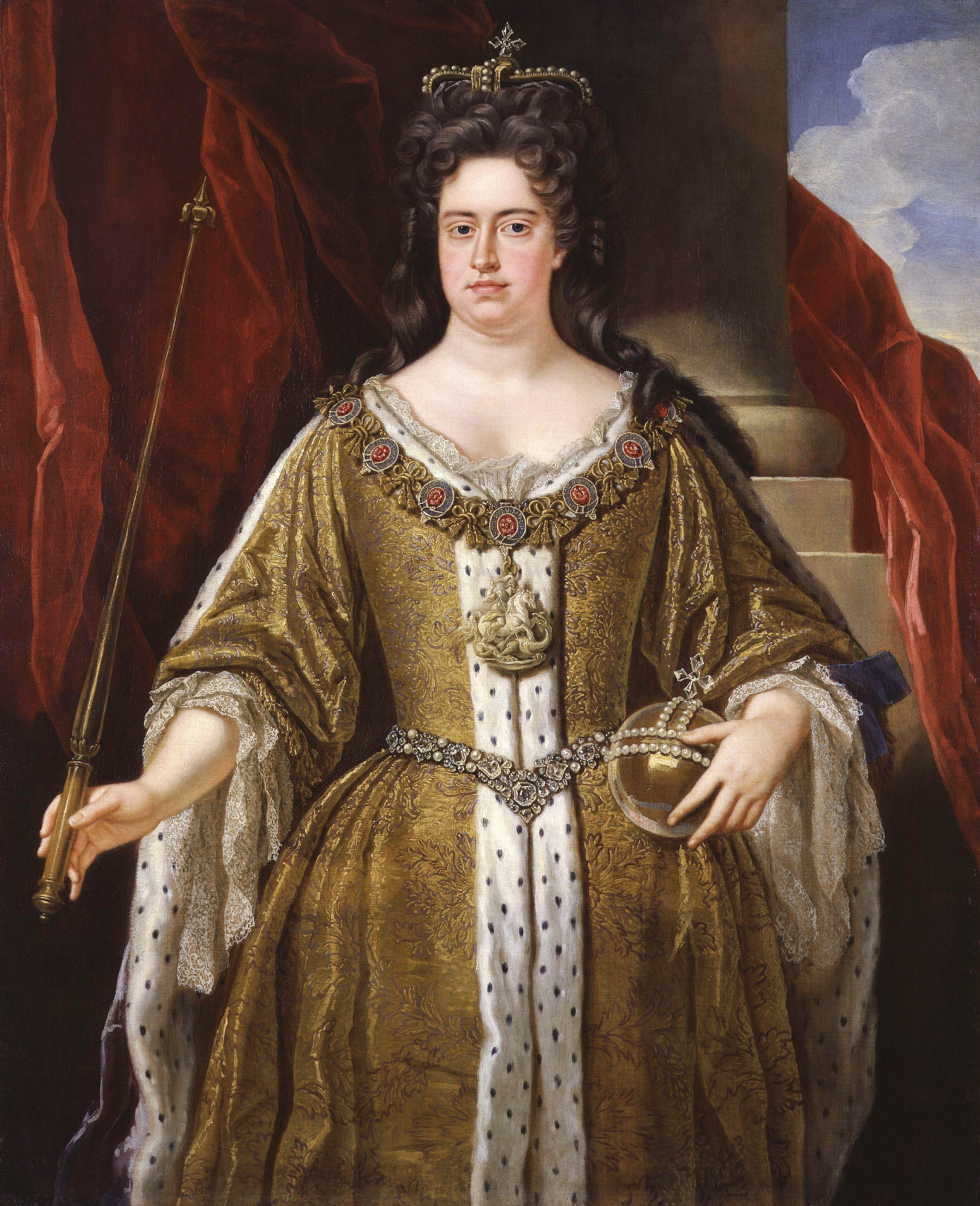
Anglickou královnou se stala Anna Stuartovna

- Anglie – Vilém III. (1694–1702) do 8. března / Anna Stuartovna (1702–1714) od 8. března
- Dánsko-Norsko – Frederik IV. (1699–1730)
- Francie – Ludvík XIV. (1643–1715)
- Habsburská monarchie – Leopold I. (1657–1705)
- Osmanská říše – Mustafa II. (1695–1703)
- Polsko – August II. (1697–1704)
- Portugalsko – Petr II. (1683–1706)
- Prusko – Fridrich I. (1688–1713)
- Rusko – Petr I. (1682–1725)
- Španělsko – Filip V. (1700–1724)
- Švédsko – Karel XII. (1697–1718)
- Papež – Klement XI. (1700–1721)
- Japonsko – Higašijama (1687–1709)
- Perská říše – Husajn Šáh (1694–1722)